# 1. Klasse Berlin-Potsdam 1941/42
Die 1. Klasse Berlin-Potsdam 1941/42 war die neunte Spielzeit der nun 1. Klasse Berlin-Potsdam genannten Fußball-Bezirksklasse Berlin-Potsdam im Sportgau Berlin-Brandenburg. Sie diente als eine von zwei zweitklassigen Bezirksklassen dem Unterbau der Gauliga Berlin-Brandenburg. Die Staffelmeister dieser zwei Spielklassen qualifizierten sich für eine Aufstiegsrunde, in der zwei Aufsteiger zur Gauliga Berlin-Brandenburg ausgespielt wurden.
Die 1. Klasse Berlin-Potsdam wurde in dieser Spielzeit erneut in vier Staffeln zu je zehn, bzw. elf teilnehmenden Mannschaften im Rundenturnier mit Hin-und-Rückspiel ausgetragen. Die Saison begann am 7. September 1941. Die vier Staffelsieger Spandauer SV, Berliner Sport-Club, Neuköllner SC Tasmania  und Berliner SV 92 qualifizierten sich für die Aufstiegsrunde zur Gauliga Berlin-Brandenburg 1942/43, in der sich die zu dieser Spielzeit aus der Gauliga abgestiegenen Mannschaften des Berliner SV 92 und des Neuköllner SC Tasmania den sofortigen Wiederaufstieg sichern konnten.
Da die Anzahl der Mannschaften in der 1. Klasse zur kommenden Saison erhöht wurden, gab es in dieser Spielzeit bis auf kriegsbedingte Rückzüge keine sportlichen Absteiger.

## Teilnehmer
Für die neunte Austragung der 1. Klasse Berlin-Potsdam waren folgende Mannschaften qualifiziert.
- die Absteiger der Gauliga Berlin-Brandenburg 1940/41 aus dem Bezirksgebiet:
  - Spandauer SV
  - Berliner SV 92
  - SV Elektra Berlin
  - Neuköllner SC Tasmania
- die verbliebenen Mannschaften aus der 1. Klasse Berlin-Potsdam Staffel Nord 1940/41:
  - LSV Berlin
  - VfB Pankow
  - SV Gaswerke AG
  - BFC Stern 1889
  - BFC Preussen
  - BFC Rapide 93
  - SC Charlottenburg
- die verbliebenen Mannschaften aus der 1. Klasse Berlin-Potsdam Staffel Ost 1940/41:
  - Berliner Sport-Club
  - Post-SV Berlin
  - Eintracht Miersdorf
  - AEG Hennigsdorf
  - SV Köpenick 08
  - SC Hellas 04 Berlin
  - Berolina LSC
- die verbliebenen Mannschaften aus der 1. Klasse Berlin-Potsdam Staffel Süd 1940/41:
  - BFC Viktoria 1889
  - WKG Heeresfeuerwerkerschule Berlin-Lichterfelde
  - FC 1919 Fürstenwalde
  - SpVgg Nordwest 1912 Berlin
  - FC Brandenburg 1903 Charlottenburg
  - SpVgg Potsdam 03
  - Hohenschönhausener SV 1910
  - Reichsbahn-SV Berlin
- die verbliebenen Mannschaften aus der 1. Klasse Berlin-Potsdam Staffel West 1940/41:
  - SV Norden-Nordwest
  - VfL Eintracht 06 Babelsberg
  - BFC Meteor 06
  - BSC Favorit 1896
  - Weißenseer FC
  - FC Lichterfelde 12
  - BFC Germania 1888
- die Aufsteiger aus der 2. Klasse Nord 1940/41:
  - BFC Alemannia 90
  - RFC Alt-Holland
- die Aufsteiger aus der 2. Klasse Ost 1940/41:
  - Stern 1920 Lichtenberg
  - SC Wacker 05 Lichtenberg
- die Aufsteiger aus der 2. Klasse Süd 1940/41:
  - Neuköllner SC Cimbria
  - Neuköllner TV Friesen
- die Aufsteiger aus der 2. Klasse West 1940/41:
  - SV Siemens
  - Wilmersdorfer SC 1911
- in die 1. Klasse aufgenommen:
  - SS-SG Berlin

## Übersicht
Aktuell sind nur die Spiele bis Oktober 1941 überliefert.

### Staffel Nord
- Staffelsieger:
  - Spandauer SV (A)
- weitere Teilnehmer:
  - FC Brandenburg 1903 Charlottenburg
  - FC Lichterfelde 12
  - Eintracht Miersdorf
  - BFC Germania 1888
  - Hohenschönhausener SV 1910
  - LSV Berlin
  - Post-SV Berlin
  - VfB Pankow
  - RFC Alt-Holland (N)
  - SV Siemens (N) (während oder nach der Saison zurückgezogen)

### Staffel Ost
- Staffelsieger:
  - Berliner Sport-Club
- weitere Teilnehmer:
  - SV Elektra Berlin (A)
  - BSC Favorit 1896
  - FC 1919 Fürstenwalde
  - SV Gaswerke AG
  - Heeresfeuerwerkerschule
  - SV Köpenick 08
  - BFC Meteor 06
  - Stern 1920 Lichtenberg (N)
  - Neuköllner SC Cimbria (N)
  - SS-SG Berlin (N)

### Staffel Süd
- Staffelsieger:
  - Neuköllner SC Tasmania (A)
- weitere Teilnehmer:
  - Berolina LSC
  - VfL Eintracht 06 Babelsberg
  - BFC Preussen
  - Reichsbahn-SV Berlin
  - BFC Stern 1889
  - BFC Viktoria 1889
  - Weißenseer FC
  - BFC Alemannia 90 (N)
  - Neuköllner TV Friesen (N)

### Staffel West
- Staffelsieger
  - Berliner SV 92 (A)
- weitere Teilnehmer:
  - SC Charlottenburg
  - SC Hellas 04 Berlin
  - AEG Hennigsdorf
  - SV Norden-Nordwest
  - SpVgg Nordwest 1912 Berlin
  - SpVgg Potsdam 03
  - BFC Rapide 93
  - SC Wacker 05 Lichtenberg (N)
  - Wilmersdorfer SC 1911 (N)